# Neunkirchen am Brand
Neunkirchen am Brand là một đô thị thuộc huyện Forchheim trong bang Bayern nước Đức. Đô thị Neunkirchen am Brand có diện tích 26,37 km², dân số thời điểm 31 tháng 12 năm 2006 là 8243 người.
Đô thị này có các khu vực dân cư sau: 
- Neunkirchen
- Baad
- Ebersbach
- Ermreuth
- Großenbuch
- Rödlas
- Rosenbach

## Thị xã kết nghĩa
- Deerlijk của Bỉ
- Tótkomlós của Hungary